# PCDH15
PCDH15‏ (Protocadherin related 15) هوَ بروتين يُشَفر بواسطة جين PCDH15 في الإنسان.